# أيام مضت
دايز غون (بالإنجليزية: Days Gone)‏ هي لعبة فيديو أكشن ومغامرات وعالم مفتوح من نوع رعب زومبي، صدرت في 26 أبريل 2019 حصرياً على بلاي ستيشن 4. واللعبة من تطوير إس سي إي بند ستوديو ومن نشر سوني إنتراكتيف إنترتينمنت. وتحتوي اللعبة على ترجمة عربية للقوائم ودبلجة للأصوات باللهجة المصرية، والنسخة العربية اصدرت تحت عنوان أيامٌ مضت. وتم إصدار اللعبة على منصه الحاسب الشخصي في 18 مايو 2021.

## القصة
تدور القصة حول Deacon سائق الدراجات ذي الشخصية الحازمة والقاسية، فهو لا يعير أي اهتمام لأي شخص إلا لصديقه الوفي Boozer اللذين يحاولان البقاء على قيد الحياة وتجوال في هذا العالم الموحش الذي لايعرف الرحمة، Deacon أصبح صياد مكافآت ويساعد من تبقى من البشر وينجز بعض المهام، باحثا عن أمل بعد معاناة كبيرة بسبب خسارة شخص عزيز على قلبه وهي زوجته أثناء حدوث الكارثة.

## الاستقبال
تلقت اللعبة استقبالاً نقديًا جيدًا، إذ أشاد النقاد بتفاصيل عالمها المفتوح وأسلوب لعبها وبأداء الممثل سام ويتير بدور ديكن، بيد أنهم انتقدوا قصتها وضعف تطور شخصياتها والمشاكل التقنية الكثيرة التي عانت منها اللعبة. في حين أن اللعبة استقبلت بشكل ممتاز من قبل اللاعبين حسب موقع .
| الاستقبال |        |
| --- | ------ |
| \| النتيجة الإجمالية \| النتيجة الإجمالية \| \| الناشر \| Score \| \| ----------------- \| ----------------- \| \| Metacritic \| 71/100 \| \| نتيجة المراجعات \| \| \| المواقع \| نتيجة \| \| Destructoid \| 6/10 \| \| EGM \| 5.5/10 \| \| Game Informer \| 7.8/10 \| \| GameRevolution \| [11] \| \| GameSpot \| 5/10 \| \| GamesRadar+ \| [12] \| \| IGN \| 6.5/10 \| \| Jeuxvideo.com \| 15/20 \| \| VideoGamer.com \| 8/10 \| \| The Escapist \| 8/10 \| |        |
| النتيجة الإجمالية |        |
| الناشر | Score  |
| Metacritic | 71/100 |
| نتيجة المراجعات |        |
| المواقع | نتيجة  |
| Destructoid | 6/10   |
| EGM | 5.5/10 |
| Game Informer | 7.8/10 |
| GameRevolution | [ 11 ] |
| GameSpot | 5/10   |
| GamesRadar+ | [ 12 ] |
| IGN | 6.5/10 |
| Jeuxvideo.com | 15/20  |
| VideoGamer.com | 8/10   |
| The Escapist | 8/10   |

## روابط خارجية
- أيام مضت على موقع IMDb (الإنجليزية)